# Ford Racing Off Road
Pour les articles homonymes, voir Ford Racing.
Off Road (sorti en Amérique du Nord sous le nom de Ford Racing Off Road ) est un jeu vidéo de course de 2008 développé par Razorworks et publié par Xplosiv . C'est le septième et dernier jeu de la série Ford Racing . C'est également le seul jeu de la série à présenter des véhicules de Land Rover, qui appartenait à Ford Motor Company à l'époque. Le jeu est sorti sur ordinateur personnel, PlayStation 2, PlayStation Portable et Nintendo Wii . Le jeu a reçu principalement des critiques négatives.

## Gameplay
Off Road comprend 12 pistes et 18 véhicules Ford et Land Rover,,. Le jeu propose cinq modes de jeu : Course rapide, Carrière, Tournoi, Arcade et Multijoueur. Le mode carrière est le mode principal du jeu, dans lequel le joueur court pour débloquer de nouveaux véhicules, pistes et types de course. Le mode Tournoi est une version plus petite du mode Carrière, moins la possibilité de débloquer de nouveaux véhicules. Quick Race permet au joueur de commencer une course sur un nombre limité de pistes. En mode Arcade, le joueur peut courir avec des véhicules, des pistes et des types de course qui ont été déverrouillés,.Les versions PC, PS2 et Wii incluent une option à deux joueurs.

## Développement et sortie
Le jeu a été annoncé en juillet 2007, avec le titre provisoire de Ford Off Road et une date de sortie prévue pour la fin novembre. Ce serait le premier jeu de la série Ford Racing à proposer une conduite hors route et le premier à présenter des véhicules de Land Rover, qui appartenait à Ford à l'époque,,. Le jeu devait être connu sous le nom de Ford Off Road pour sa sortie aux États-Unis, alors qu'il serait intitulé Off Road dans d'autres régions du monde.
Le jeu est sorti en 2008 :
En Europe, Off Road est sorti le 20 mars sur PS2 et PSP. La version PC est sortie en Europe le lendemain, suivie d'une sortie européenne sur Wii le 14 août.
Aux États-Unis, le jeu est sorti sous le nom de Ford Racing Off Road le 29 juillet pour PS2 et PSP, suivi d'une sortie sur Wii le 26 août ,,,. La version PC est sortie le 18 septembre.
Selon le site Metacritic, le jeu a reçu « des critiques généralement défavorables » ,,,.
GameZone a écrit à propos de la version PC : « En fin de compte, Ford Racing: Off Road est un titre de course décent qui fait ce qu'il devrait - offrir une expérience de jeu de course amusante. Il n'excelle pas à offrir une tonne de fonctionnalités ou des visuels incroyables, mais là encore, ce n'est pas nécessaire. Il y a beaucoup de joueurs à la recherche d'un jeu de course amusant pour jouer quelques minutes par jour et Ford Racing fait l'affaire ». Sam Bishop d'IGN a passé en revue les versions PC et PS2. Bishop a fait l'éloge des graphismes mais a critiqué les commandes médiocres, les modes de jeu similaires, la musique et les effets sonores limités. Bishop a écrit: «  Avec les sims les plus sérieux livrant maintenant littéralement des centaines de voitures, l'attrait d'avoir une poignée de marques différentes du même fabricant n'est pas aussi fort » ,.
PC PowerPlay a écrit : « Même sans les nombreux problèmes et bugs, le jeu sous-jacent est si mal réalisé que nous avons du mal à le recommander, même aux plus purs fans de Ford ».  Le magazine officiel PlayStation 2-Royaume-Uni a écrit que la version PSP « manque l'étincelle de passion ou la couche d'imagination qui l'aurait fait se démarquer ». Pour la version PS2, le magazine a écrit que « c'est trop lent, trop moche et trop cher pour ce que c'est ».
Dave Harrison de Pocket Gamer a passé en revue la version PSP. Harrison a critiqué les pistes de course et l' intelligence artificielle (IA) des pilotes rivaux « idiots et trop agressifs », et a écrit : « La raison pour laquelle il est difficile d'être positif à propos d'Off Road est que même lorsque cela fonctionne et qu'il n'y a pas de reproches en tant que tels, c'est toujours une expérience horriblement moyenne, presque comme s'il y avait eu un effort concerté pour produire de la médiocrité ».
Simon Parkin d' Eurogamer a passé en revue la version PSP : « Pour un jeu conçu pour plaire spécifiquement à un type de fan de voitures, il n'y a pas grand-chose en termes de statistiques approfondies ou d'ajustements ». Parkin a conclu que le jeu « manque de toute sorte de conception de jeu intéressante pour le démarquer ».Dan Whitehead, également d' Eurogamer, a passé en revue la version PS2 et l'a qualifiée de « la dernière de la série Ford Racing inexplicablement tenace », déclarant qu'elle « continue la tradition de cette gamme de produits de conception fade, d'excitation minimale et de sous-réalisation technique ». Whitehead a reproché à tous les véhicules d'avoir une conduite lente et d'avoir l'air « bon marché et faux ». Whitehead a également critiqué le fait que les véhicules ne présentent aucun dommage ou saleté. Ellie Gibson d'Eurogamer, examinant la version Wii, a critiqué les commandes, le gameplay fastidieux et a écrit que le jeu avait « des visuels laids, une IA terrible et une physique pathétique. Toutes les voitures ne se comportent pas mal ; certains d'entre eux se comportent de manière épouvantable, et au fur et à mesure que le jeu progresse, vous pouvez déverrouiller des véhicules qui se comportent terriblement, mal, et horriblement ».
Tom Atkinson de VideoGamer.com a passé en revue la version Wii et a critiqué la musique et les graphismes, tout en écrivant comme « essayez simplement de vous éloigner de l'itinéraire désigné pendant une seconde et vous frapperez rapidement un mur invisible, découvrant que ce jeu va aussi loin les voies comme votre monorail moyen ». Roy Kimber de VideoGamer.com a passé en revue la version PS2 et l'a considérée comme un jeu de course moyen : « Cependant, il a un prix abordable, donc cela vaut le coup d'œil si vous ne définissez pas vos attentes trop haut et que vous voulez juste un simple, un coureur facile à prendre en main pour vous occuper pendant que vous attendez que quelque chose de mieux se présente ».